# Zamenhofstraat

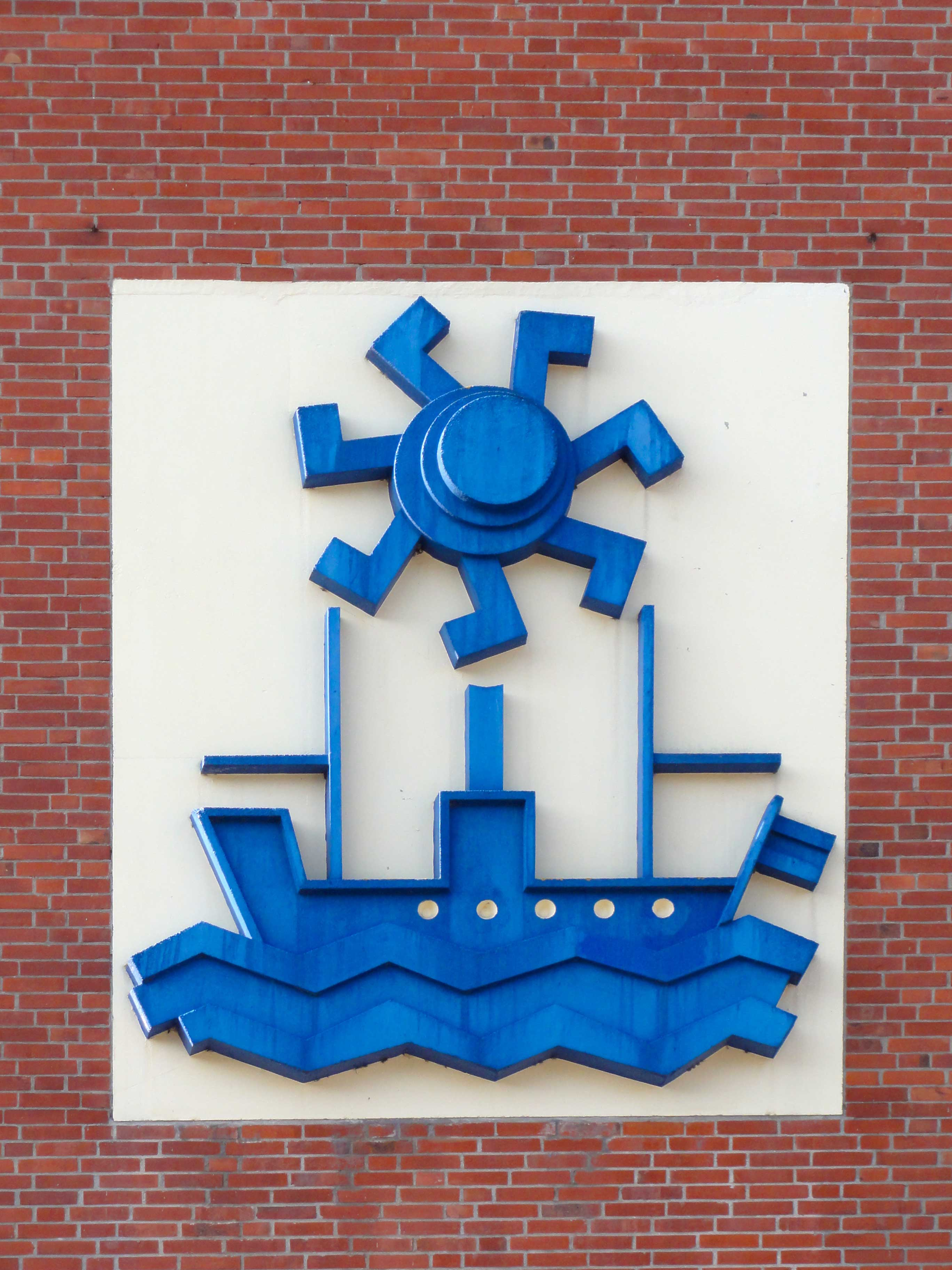
Bedrijfslogo Verschure

De Zamenhofstraat is een straat in Amsterdam-Noord. De straat ligt tussen de Meeuwenlaan en de Nieuwendammerkade. De van hoek tot hoek slingerende straat heeft alleen even huisnummers.
De straat werd aangelegd onder de naam Plaatijzerweg (naamgeving 1917) in een buurt waar meer straten vernoemd zouden worden naar werkmaterieel (Klinkhamerweg, Hamerkanaal, Spijkerstraat etc.). De straat vormde de noordgrens van het Vogeldorp, een door het Gemeentelijk Woningbedrijf Amsterdam uit de grond gestampte volksbuurt ter leniging van de woningnood aan het einde van de Eerste Wereldoorlog. Architect daarbij was Berend Tobia Boeyinga, die de bouwstijl Traditioneel bouwen hanteerde.
Al vanaf het begin vonden enkele bewoners de straatnaam deprimerend, zeker ten opzichte van bijvoorbeeld namen in Disteldorp. Op 3 augustus 1948 werd de naam officieel veranderd in Zamenhofstraat (raadsbesluit 6 juni 1948). In die tijd vond in Amsterdam een wereldcongres plaats voor esperantisten (Wereldbond voor Arbeiders-Esperantisten). De straat werd vernoemd naar Ludwik Lejzer Zamenhof, bedenker van de taal. Rotterdam kreeg ongeveer gelijktijdig haar Dr. Zamenhofstraat.
De wijk werd in eerste instantie aangelegd voor "noodwoningen" met een maximale houdbaarheid van 35 jaar. Er kwamen wel plannen tot sloop, maar deze werden niet doorgezet. In 2000 werd een deel van Vogeldorp, waaronder een deel van de huizenrijen aan de Zamenhofstraat tot gemeentelijk monument verklaard. Enigszins los van de wijk is op huisnummer 28a het Museum Amsterdam Noord gevestigd in het voormalige badhuis. Daarnaast staat een pand (nr 14) waarin een brandweer- en politiepost gevestigd waren.
Buiten de woonbuurt Vogeldorp, heeft de Zamenhofstraat ook een deel met bedrijven. Opvallend in dit deel is het bedrijfslogo van de rederij Verschure & Co. dat aan een gevel hangt van een gebouw (nr 150) dat door een onderdeel van dit bedrijf gebruikt werd.
Ten noorden van het bewoonde deel van de straat ligt het Volkstuinencomplex Buitenzorg en daarachter het W.H. Vliegenbos.

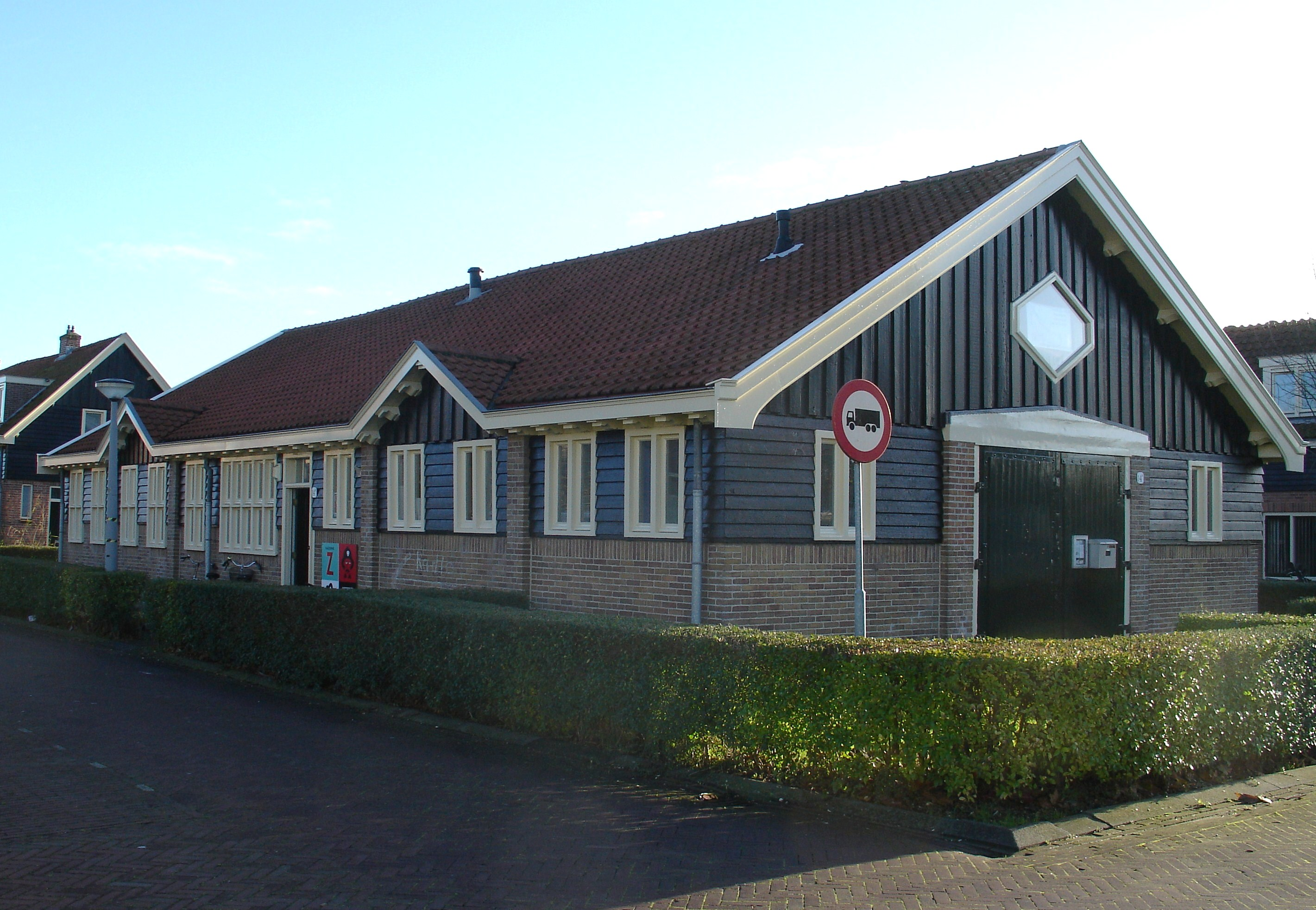
Brandweerpost, nu "Kazerne Z"
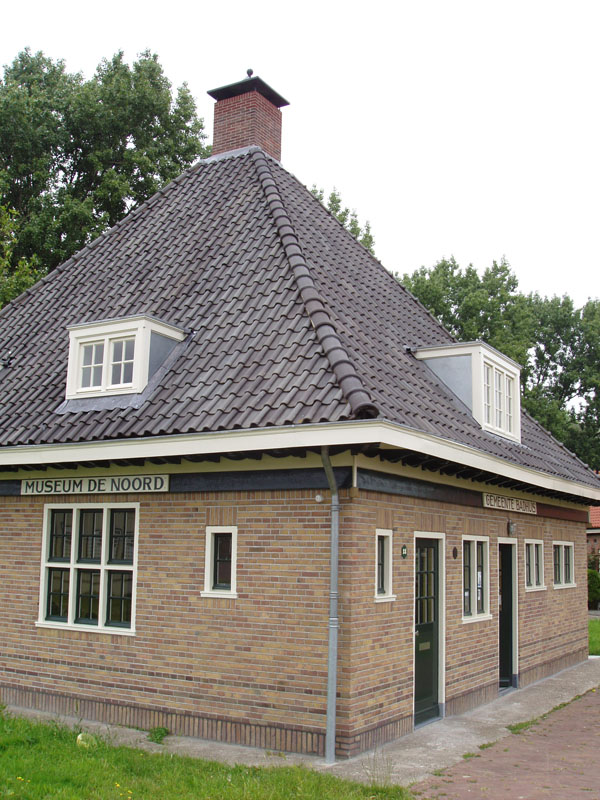
Voormalig badhuis, nu museum